# Homaloplia spiraeae
Homaloplia spiraeae is een keversoort uit de familie bladsprietkevers (Scarabaeidae). De wetenschappelijke naam van de soort is voor het eerst geldig gepubliceerd in 1776 door Pallas.